# ¿Quién? (serial)
¿Quién? este o telenovelă mexicană produsă de Guillermo Diazayas pentru Televisa în 1973. În rolurile principale joacă Silvia Pinal și Joaquín Cordero⁠(d).

## Distribuție
- Silvia Pinal
- Joaquín Cordero⁠(d)
- Félix González
- Gustavo Rojo⁠(d)
- Miguel Manzano⁠(d)